# 青島 (鳥取県)
青島（あおしま）は、鳥取県鳥取市の湖山池南部に浮かぶ無人島である。

## 概要
青島は湖山池に浮かぶ島々の中で最大である。陸地とは500mも離れておらず、その間は青島大橋で結ばれている。島の姿は前方後円墳あるいはひょうたんによく似ている。
かつての鳥取湾が湖山砂丘の発達と千代川の堆積により潟湖化したため、湖中島となった。そのため、今でも海島だった形跡が残されている。また、島内では、青島遺跡という遺跡があり、縄文時代後晩期のものと思われる土器や、弥生時代中期から古墳時代前期にかけての祭祀跡などが発見されている。このことより、かつては島に人が住んでいたものと思われる。
現在は一部の場所に遊具が創設されている。